# Александров Гай (станция)
Алекса́ндров Гай  — железнодорожная станция 5 класса Саратовского региона  Приволжской железной дороги,  конечная на ветви от Красного Кута. Находится в селе Александров Гай, райцентре Александрово-Гайского района Саратовской области.

## История
В 1895 году к слободе Александров Гай подведена железная дорога, связавшая его с Покровской слободой (г. Энгельс).
В советские годы была создана Алгемба — проект по сооружению железной дороги и нефтепровода от Александрова Гая до нефтяных месторождений в районе реки Эмбы.
С лета 2010 года был отменён поезд с Саратова, курсировавший с 1895 года более 100 лет.
С мая 2017 года было восстановлено движение пригородного поезда от станции Саратов-1 и обратно (два раза в неделю).